# Nitsana Darshan-Leitner
Nitsana Darshan-Leitner (Pétah Tiqvà, Israel, ?) és una advocada israeliana, activista de drets humans i fundadora del Centre de Dret israelià Xurat ha-Din. És coneguda pel seu activisme legal, especialment en les campanyes per demandar a les organitzacions terroristes i els terroristes en nom de les víctimes i també per la campanya de Boicot, Desniversions i Sancions (BDS). També és una personalitat mediàtica que apareix a la premsa, la ràdio i la televisió israelianes incloent programes d'entrevistes, la Veu d'Israel, la ràdio, la CNN, la BBC, la televisió europea, el Jerusalem Report i moltes publicacions nord-americanes i canadenques.

## Orígens i joventut
Darshan-Leitner va néixer a Pétah Tiqvà, Israel. Un cop finalitzada l'educació de pregrau va rebre una llicenciatura en Dret de la Universitat Bar Ilan, a la dècada de 1990. Posteriorment va rebre un MBA de la Universitat de Manchester al Regne Unit. És mare de sis fills, tres d'ells trigèmins, i està casada amb Aviel Leitner, un advocat nascut a Queens, (Nova York). Actualment viu a Haixmonaïm (Israel).

## Carrera
En la dècada de 1990 va ajudar Darshan-Leitner a litigar un cas en nom de les víctimes del Achille Lauro segrestat el 1985. Durant els treballs en aquest cas, ella es va presentar davant del Tribunal Suprem d'Israel en un intent d'evitar que a un dels segrestadors, Mohammed Abbas, li fos permès viatjar a Israel. El 2003, va fundar Darshan-Leitner Xurat ha-Din - Israel Law Center a Tel-Aviv. Xurat ha-Din és un centre d'Israel basat en els drets civils que se centra a entaular demandes i accions legals en nom de les víctimes del terrorisme. Ella ha dit que va ser influïda per les activitats del Southern Poverty Law Center, que havia portat a la fallida diverses branques del Ku Klux Klan i altres grups neonazis a través del litigi civil. En fundar Xurat ha-Din, va assegurar que el seu objectiu era "perseguir els terroristes de la mateixa manera que ells (SPLC) perseguien racistes". Fins ara, el seu grup ha recuperat més de 20 milions de dòlars estatunidencs del Departament d'Estat, organitzacions terroristes i estatals règims que patrocinen com l'Iran.

## Casos destacats
Des del 2003 Darshan Leitner i un equip d'advocats han treballat amb centenars de víctimes del terrorisme en judicis i accions legals en contra de Hamàs, l'Autoritat Palestina, Iran, Síria, el Gihad Islàmic i nombroses institucions financeres. Els casos són objecte de litigi en els tribunals israelians, nord-americans, canadencs i europeus.
Darshan-Leitner ha participat en una àmplia gamma d'accions legals a Israel i a l'estranger en nom dels casos de drets dels jueus. En total ha guanyat sentències de més de $702 milions en contra d'organitzacions com l'Autoritat Palestina.
El febrer de 2002 Darshan-Leitner va rebre 183 milions de dòlars d'Iran per un tribunal dels EUA per al paper de l'Iran en un atemptat suïcida de Hamàs a Jerusalem.
Al setembre de 2006, Darshan Leitner i l'advocat Robert Tolchin de Nova York van presentar una demanda en un tribunal federal en nom dels familiars de 12 jueus iranians desapareguts contra l'expresident iranià Mohammad Khatami. Khatami s'ha negat a contestar la demanda i ha incomplert el cas.
El gener de 2008, ella va presentar una demanda de NIS 260.000.000 (65 milions dòlars EUA) contra el Govern d'Egipte en un tribunal de Beersheba, en nom de deu famílies de Sderot (Israel), que llurs familiars van morir o van resultar greument ferits per coets Kassam palestins.
Al maig de 2008, Xurat ha-Din va ser co-assessor en la presentació al tribunal federal de Manhattan contra el mega-banc suís UBS AG, que és acusat pels demandants de finançar el terror.
S'inclouen entre els demandants tres famílies que estaven físicament i emocionalment perjudicats pels coets Katiúixa llançats per Hesbol·là a les ciutats israelianes durant la guerra de 2006 amb el Líban. Els advocats d'UBS han negat les acusacions i van dir que defensarien enèrgicament el procés de la llei.
El juny de 2008, les famílies dels 12 desapareguts Jueus de l'Iran va presentar una petició davant del Tribunal Superior de Justícia israelià per bloquejar el govern d'Israel de lliurar informació sobre la destinació de quatre diplomàtics iranians desapareguts en el marc de l'operació d'alliberament de presoners amb Hesbol·là. Els diplomàtics iranians van ser capturats per les milícies cristianes, les faccions Samir Jaja, al sud del Líban el 1982. Les famílies estan representades en el procés judicial davant el Tribunal Superior per Darshan-Leitner.
El juliol de 2008, Darshan-Leiter va rebre la notícia de la Cort Superior de Justícia israelià que la petició estava sent acomiadada com tema de "preocupació diplomàtica." El tribunal va fer però assenyalar amb el dit el primer ministre israelià al mateix temps, el Sr Ehud Olmert, amb l'expectativa que el "no fos empès per separat". Darshan-Leinter després es va tornar a la tarda, amb una petició de les famílies a una reunió urgent abans que l'acord va ser a través. En no rebre resposta, Darshan-Leiter després es va girar cap a tots els 120 membres del Parlament israelià, la Kenésset, demanant que es recordin dels 12 Jueus de l'Iran que falten en els seus discursos i activitats durant tot el seu període de servei.
El juliol de 2008, el Centre es va unir amb l'advocat Jeffrey Bor de Montreal i el professor Ed Morgan del projecte Dret Internacional contra el Terrorisme de la Universitat de Toronto a presentar una acció civil per les víctimes canadenques de Hesbol·là. L'acusació sosté que des de l'any 2004, el banc libanès-canadenc (LCB), abans de la branca libanesa del Royal Bank of Canada, va permetre a la Companyia Yousser de Finances i Inversions i la Fundació i dels Màrtirs, dues organitzacions libaneses que es van reconèixer pels Estats Units com a grups terroristes actius, per obrir i mantenir comptes al banc. La demanda al·lega que LCB va permetre als dos grups de la lliure transferència de molts milions de dòlars de fons de Hesbol·là i dur a terme milions de dòlars en les transaccions financeres, dins i fora del Líban, per mitjà de transferències bancàries, cartes de crèdit, xecs i targetes de crèdit sempre per LCB. LCB, el vestit de càrrega, facilita les activitats terroristes de Hesbol·là i està subjecta als demandants pel mal que ha infligit a ells i a les seves famílies en els coets dels atacs llançats per Hesbol·là contra civils al nord d'Israel l'any 2006. Darshan-Leitner va afirmar en la presentació de la demanda que LCB sabia que les dues organitzacions de caritat són part del braç financer de Hesbol·là i que al proporcionar-los els serveis bancaris que realment estaven ajudant els terroristes iranians recolzats al Líban i els seus atacs amb coets contra la població civil.
El 14 de juliol de 2008, Darshan-Leiter i el fiscal Robert Tolchin de Nova York van presentar una demanda civil en nom de les víctimes de Hesbol·là contra un banc nord-americà. L'acció va ser presentada a l'Estat de Nova York de la Cort Suprema a Manhattan, en representació de 85 víctimes i els seus familiars, l'acusació afirma que l'American Express (Amex) Bank, Ltd i el Banc Líban-Canadenc (LCB) van executar de forma il·legal milions de dòlars en transferències electròniques de Hesbol·là entre 2004 i 2006. Els demandants afirmen que Hesbol·là va utilitzar els fons transferits pel Banc American Express i LCB per preparar i dur a terme els atacs amb coets que l'organització terrorista va fer contra ciutats israelianes entre el 12 i 14 d'agost de 2006.
Els demandants van donar suport als seus reclams, en part, en les conclusions escrites emeses per l'Estat de Nova York Departament de Bancs el 2007, que va determinar que American Express Banc no havia establert els procediments adequats per prevenir el finançament del terrorisme segons l'exigit per la llei estatal i federal. Aquesta és la primera demanda presentada per les víctimes del terrorisme contra una institució financera dels EUA, que serveix com a corresponsal d'un banc al Líban. Darshan-Leitner, va dir a l'Associated Press que "la idea de la demanda, en part, és d'advertir als bancs nord-americans corresponents que seran considerats responsables dels atacs de Hesbol·là si transferir diners a ells", va dir Darshan-Leitner. "Esperem que se segueixi la llei".
El 21 d'agost de 2008, més de 100 víctimes dels atacs terroristes duts a terme pel Hamàs i el Gihad Islàmic palestí les organitzacions terroristes a Israel va presentar una demanda civil al Tribunal Superior de Justícia de Los Angeles contra el banc més gran de la Xina, el Bank of Xina Ltd ("BOC"). La demanda, Zahavi contra el Banc de la Xina, té per objecte tant els danys compensatoris i punitius. Els demandants al·leguen en la seva denúncia que a partir de 2003, BOC executat dotzenes de transferències electròniques per al Hamàs i el Gihad Islàmic palestí per un total de diversos milions de dòlars. L'abril de 2005, els oficials israelians contra el terrorisme es va reunir amb funcionaris del Ministeri xinès de Seguretat Pública i el Banc Central de la Xina pel que fa a aquestes transferències electròniques de Hamàs i el Gihad Islàmic. Els israelians van exigir que les autoritats xineses prenguin mesures per evitar BOC de fer qualsevol transferència d'aquest tipus. Malgrat les advertències israelianes, el BOC - amb l'aprovació del govern xinès - va continuar enviar els fons per al terrorisme de Hamàs i el Gihad Islàmic palestí. Els demandants estan representats pels advocats Federico C. Sayre de Los Angeles, Robert Tolchin de Nova York i Darshan Leitner.
Al febrer de 2011, Darshan Leitner i Schoen David va presentar una demanda 5 milions de dòlars contra l'expresident dels EUA Jimmy Carter, al·legant que el seu llibre Palestina: Pau no Apartheid "intencionalment enganya i tergiversa fets històrics sobre la realitat", contraris a les lleis de l'estat de Nova York contra les pràctiques comercials enganyoses. Al maig de 2011, tres mesos després de la presentació, el procés va ser abandonat pels demandants.

## Campanyes públiques
L'1 de maig de 2008, Darshan-Leitner, juntament amb l'antiga presonera de la Unió Soviètica Ida Nudel, va llançar una campanya pública per salvar la vida d'un oficial de policia palestí acusat d'haver ajudat els serveis d'intel·ligència israelians a donar caça als terroristes fugitius. El policia, Imad Saad ha estat condemnat a mort per un tribunal militar palestí a Hebron. Sa'ad, s'al·lega, ajudà a les Forces de Defensa d'Israel a trobar el parador de quatre presumptes fabricants de bombes que l'Autoritat Palestina no estava disposada a lliurar als israelians.
Darshan-Leitner ha argumentat que el Mont del Temple està sent danyat pels treballs realitzats per la Jerusalem Wakf i va organitzar una campanya per encoratjar al govern israelià per presentar càrrecs en contra de la Wakf, "La Muntanya del Temple és la propietat de la nació jueva i ho ha estat durant milers d'anys. Per tant, el poble jueu té dret a acusar els funcionaris de la Wafq ".